# Flemming Toft

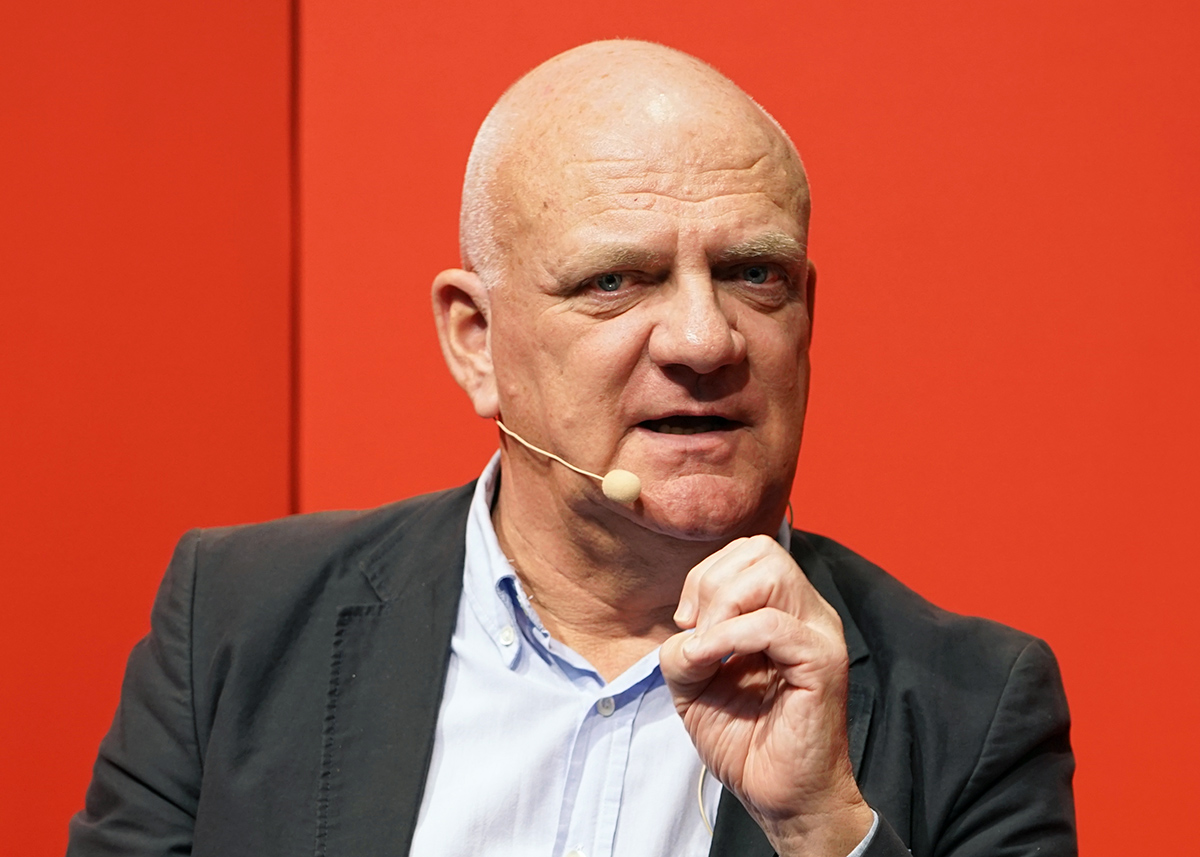
Flemming Toft (2015)

Flemming Toft (* 12. Oktober 1948 in Frederiksberg, Dänemark) ist ein dänischer Journalist, der in seinem Heimatland für seine Sport-Kommentation beim Fernsehsender TV2 bekannt ist.

## Leben
Nach seiner Ausbildung als Journalist arbeitete Toft bei mehreren dänischen Zeitungen: ab 1970 bei der Frederiksborg Amts Avis; ab 1974 bei der Berlingske Tidende und ab 1977 bei der Politiken. Nach kürzeren Anstellungen bei der Filmgesellschaft Nordisk Film (1985) und Danmarks Radio (1986–1988) begann im November 1988 seine Karriere beim Fernsehsender TV2, bei dem er für die Sportsparte zuständig ist. 1992 kommentierte er für den Sender das Finale der Fußball-Europameisterschaften von 1992, bei dem das dänische Team die favorisierte deutsche Mannschaft sensationell mit 2:0 besiegte. Bei dem Endspiel sorgte sein begeisterter Ausruf Huttelihut! für Furore im Land.
Zudem veröffentlichte Toft die Bücher Fodboldens Hvem-Hvad-Hvor (Das Wer-Wann-Wo des Fußballs), Tennis Jul (Tennis-Weihnachten) und Triumfen (Der Triumph).